# 杜盛
杜盛（1487年—？），字子實，順天府寶坻縣人，民籍，明朝政治人物，以书法见长。

## 生平
正德五年（1510年）庚午科順天府鄉試第一百名舉人。正德六年（1511年）中式辛未科會試第二百二十五名，登第三甲第三十五名進士。

## 家族
曾祖杜□；祖父杜華；父杜鋼，母陳氏。